# Lesdain
Lesdain ist eine französische Gemeinde mit 448 Einwohnern (Stand 1. Januar 2022) im Département Nord in der Region Hauts-de-France. Sie gehört zum Kanton Le Cateau-Cambrésis im Arrondissement Cambrai. Die Bewohner nennen sich Lesdanais.

## Geografie
Die Gemeinde Lesdain liegt etwa zehn Kilometer südlich von Cambrai. Nachbargemeinden sind Séranvillers-Forenville im Norden, Esnes im Osten und Crèvecœur-sur-l’Escaut im Süden und im Westen.

## Bevölkerungsentwicklung

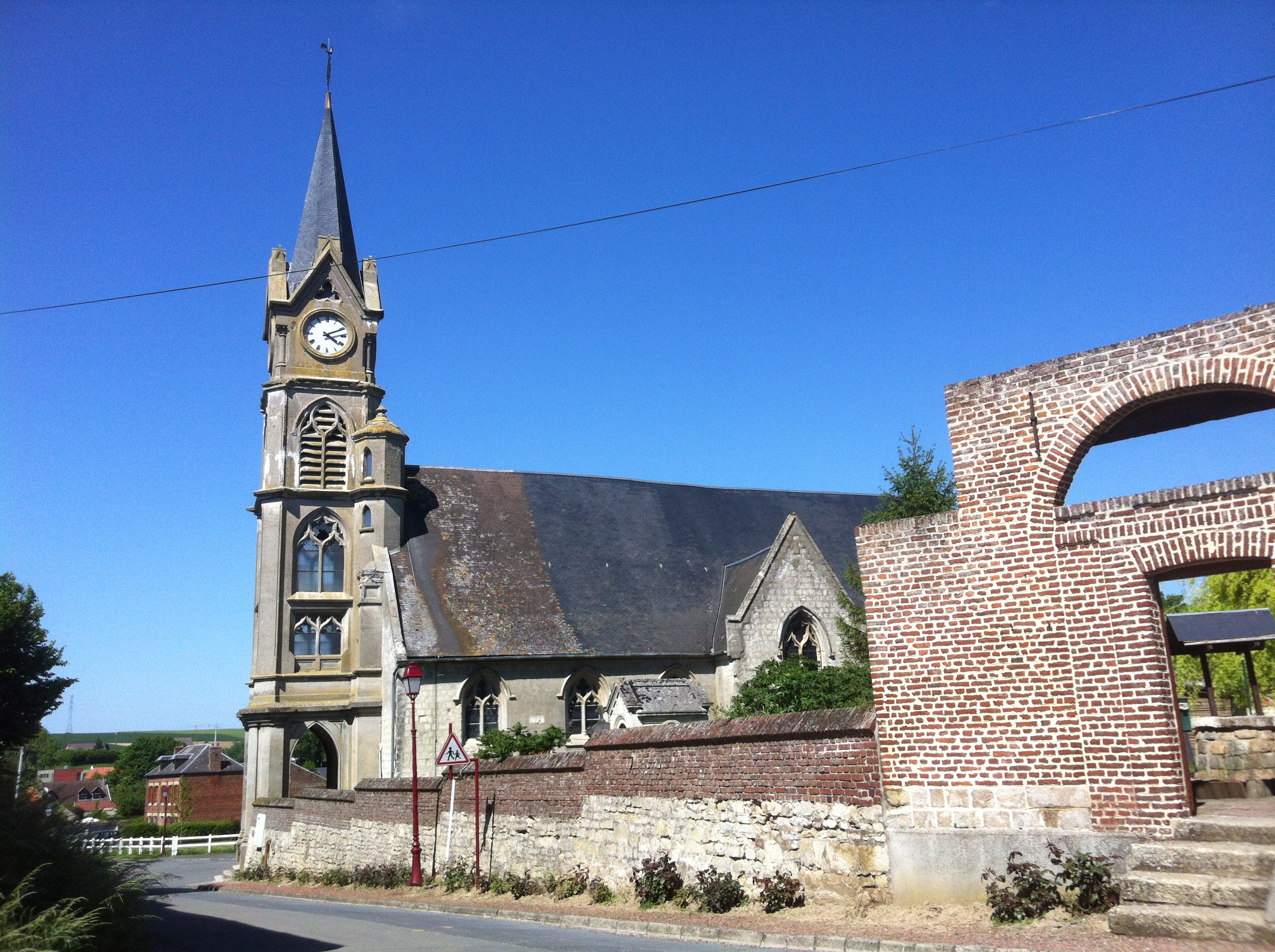
Kirche Mariä Geburt

| Jahr                       | 1962 | 1968 | 1975 | 1982 | 1990 | 1999 | 2009 | 2020 |
| Einwohner                  | 450  | 440  | 426  | 448  | 437  | 422  | 409  | 739  |
| Quellen: Cassini und INSEE |      |      |      |      |      |      |      |      |